# Vigilante 8
Vigilante 8 é um jogo de combate de veículos de 1998 desenvolvido pela Luxoflux e publicado pela Activision para PlayStation, Nintendo 64 e Game Boy Color. Embora oficialmente não tenha conexão com a série Interstate '76 da Activision, ela apresenta vários de seus temas, incluindo auto-vigilantes, o período de tempo dos anos 1970 e empresas específicas de veículos fictícios. Suas versões para consoles domésticos receberam críticas favoráveis e foram seguidas por Vigilante 8: 2nd Offense em 1999. Um remake foi lançado como Vigilante 8 Arcade em 2008.

## Jogabilidade

### Versão do PlayStation 2 e Nintendo 64

Captura de tela da jogabilidade

Os jogadores combatem em vários estágios localizados no oeste dos Estados Unidos, seja no Modo História ou Arcade. Cada estágio tem recursos interativos, como mísseis balísticos e lançamento de aviões Aurora para o nível Área 51. Cada veículo é equipado com uma metralhadora por padrão, mas os jogadores podem adicionar até três das cinco armas disponíveis - minas, canhões automáticos, cápsulas de foguetes, morteiros e mísseis teleguiados, além de uma arma especial exclusiva do veículo.
Três tipos de ataques especiais podem ser feitos usando cada uma das cinco armas padrão, a um custo maior em munição, realizando movimentos no estilo jogo de luta e pressionando botões no controle. Esses ataques podem ser realizados durante o jogo normal ou para eliminar carros quase destruídos em um método chamado "Totalização". Em linha com o elemento de estilo de jogo de luta, os jogadores também podem marcar até seis acertos combinados chamados Whammies.
Existem ícones especiais espalhados pelo campo de jogo; chaves reparam danos e linhas amarelas em zigue-zague bloqueiam temporariamente as armas baseadas em homing do oponente. Certos objetivos no Modo História devem ser concluídos para ajudar a desbloquear os personagens e estágios secretos do jogo. A versão para PlayStation também oferece aos jogadores a opção de tocar CDs de música padrão durante uma partida.
A versão para Nintendo 64 inclui um modo história para Y The Alien e um estágio de fantasia chamado Super Dreamland 64, bem como três modos multijogador (dois contra dois, três contra um e deathmatch) para aproveitar as quatro portas de controle do sistema e um modo história para dois jogadores. Um modo de alta resolução 480x360 está disponível no menu de pausa se o Nintendo 64 Expansion Pack estiver instalado. O pacote também habilita um modo oculto 640x480, disponível por senha.

### Versão do Game Boy Color
a versão do Game Boy Color (GBC) apresenta cinco níveis, cada um das versões de console: Casino City, Hoover Dam, Oil Fields, Ski Resort e Valley Farms. O jogo também apresenta cinco modos de jogo, cada um essencialmente idêntico, com apenas pequenas alterações. O modo de história principal do jogo, Road Trip, leva o jogador através de cada nível. O jogo apresenta três níveis de dificuldade. O jogador pode escolher entre cinco armas diferentes, bem como uma arma única atribuída a cada personagem. O jogo conta com áudio e narrações digitalizadas, além de um modo para dois jogadores, possível graças ao uso de um cabo de ligação de jogo. Ao contrário das versões de console, os ambientes na versão GBC não são destrutíveis. O jogo apresenta feedback de força incorporado no cartucho.

## Enredo
Vigilante 8 se passa em um ano alternativo de 1975. O terrorista australiano Sid Burn é contratado pela OMAR (Oil Monopoly Alliance Regime) para se desfazer de todas as empresas petrolíferas concorrentes nos EUA para que a OMAR possa estabelecer um monopólio petrolífero no país. Após ouvir relatos de destruição pela gangue de Sid Burn, os Coyotes, um caminhoneiro de bom coração chamado Convoy decide tomar todos os assuntos em suas próprias mãos, formando um grupo próprio, os Vigilantes, para combater os Coyotes e parar a tirania da OMAR.

### Personagens
Os protagonistas do jogo são os Vigilantes, um grupo de moradores do Sudoeste que se unem para preservar a lei e a ordem diante do caos que assola o país. Seu líder é Convoy, um velho cowboy robusto que dirige um semi-reboque. Ele é acompanhado na luta por sua sobrinha rebelde Sheila; o grande apostador de Las Vegas John Torque; Slick Clyde, que Torque coagiu a se juntar aos Vigilantes; o hippie obcecado por alienígenas Dave, que de alguma forma se vê lutando com os Vigilantes; e o agente do FBI Chassey Blue, que foi designado para investigar relatos de tiroteios na região.
Os antagonistas do jogo são os Coyotes, um grupo de mercenários recrutados pela OMAR para executar seu esquema destruindo instalações comerciais por toda a região, usando armamento roubado da base militar ultrassecreta do Site 4 em Nevada. Seu líder é Sid Burn, um terrorista profissional na folha de pagamento da OMAR. Seus companheiros são o criminoso mesquinho amante da discoteca Boogie; o piloto de testes do Site 4 com problemas mentais Loki; Houston 3, uma mulher que sofreu lavagem cerebral pela OMAR para se tornar uma de suas assassinas; o apicultor Beezwax, que ficou frustrado com a irradiação de sua colmeia; Um ser extraterrestre, chamado Y The Alien, aparece em Vigilante 8 como um personagem secreto desbloqueável

### Finais
Cada personagem tem seu próprio final, que faz parte de uma história maior. Nem todos os finais mostram um personagem sendo bem-sucedido; na verdade, a maioria dos finais do vilão Coyote mostra o personagem enfrentando um revés ou falha e alguns finais retratam um personagem desertando para a facção oposta.
Molo passa com sucesso pela iniciação dos Coiotes, mas perde o entusiasmo quando recebe a tarefa de lavar o carro de Sid, para seu desgosto. Sid recebe o dinheiro do pagamento da OMAR por seus serviços, mas fica preso no meio do nada porque seu carro está sem gasolina. John Torque encontra Sid e o esconde em seu porta-malas.
Houston se liberta do controle mental de OMAR e vai embora com Convoy, que retira as metralhadoras de seu caminhão. Sheila mal os perde em um posto de gasolina e é forçada a andar na estrada, apenas para Convoy e Houston chegarem e buscá-la. Clyde encontra a braçadeira de controle mental de Houston e, por curiosidade, a usa, resultando em ele emergir como o novo líder dos Coyotes.
Chassey Blue embarca em uma carreira em Hollywood, lançando seu filme autointitulado baseado nas aventuras dos Vigilantes. Uma nave alienígena abduz Dave no meio da noite. Na nave, Dave é visto derrotando seu hospedeiro alienígena no que parece ser um jogo de damas. A polícia prende Boogie, que é condenado por uma série de acusações. Beezwax está exultante com as três ogivas nucleares que adquiriu, apenas para ver uma abelha perdida pousar e picar um dos fusíveis da ogiva, provocando uma explosão que o mata. Loki encontra um disco voador e está ansioso para pilotá-lo, mas não consegue controlar a nave espacial e faz com que ela caia, e mais tarde ele é confundido com um piloto de OVNI alienígena vivo.
Na versão N64 do jogo, a nave espacial que Loki voou e caiu é revelada como pertencente a Y The Alien, que estava procurando combustível e peças extras para sua nave depois de ficar preso na Terra por algum tempo procurando por seus amigos.

## Desenvolvimento
Vigilante 8 foi desenvolvido por uma equipe de cinco pessoas - Peter Morawiec, Adrian Stephens, David Goodrich, Jeremy Engleman e Edvard Toth. A empresa de desenvolvimento, Luxoflux, não recebeu nenhum código de suporte ou assistência técnica de qualquer tipo das equipes internas da Activision.
A equipe de desenvolvimento reescreveu todas as bibliotecas do PlayStation, exceto aquelas para as quais a Sony não forneceu informações sobre acesso direto ao hardware.
Durante a pesquisa de mercado, o ônibus escolar emergiu como um veículo favorito entre os grupos focais.

## Recepção
Vigilante 8 recebeu críticas "favoráveis" em todas as plataformas, exceto a versão Game Boy Color, que recebeu críticas "mistas", de acordo com o site de agregação de análises GameRankings. Ryan MacDonald da GameSpot notou o esquema de controle fácil e os gráficos bem projetados da versão PlayStation. MacDonald notou que as ofertas do jogo dariam razão para os jogadores "se aposentarem" do Twisted Metal 2. Shawn Smith, da Electronic Gaming Monthly, observou que o modo multijogador do N64 oferecia mais diversão e funcionava relativamente bem no modo de alta resolução. Edge deu à versão PlayStation sete de dez, chamando-a de "um jogo competente e interessante para qualquer um que goste de destruir automóveis. Mas o combate definitivo de carros provavelmente exploraria a sensação de carros dirigindo em alta velocidade, ao mesmo tempo em que permitiria que os jogadores se entregassem à violência." A Next Generation deu críticas favoráveis às versões para Nintendo 64 e PlayStation em duas edições separadas, dizendo que a última versão era "mais divertida que Interstate '76 e atualmente o melhor jogo do gênero no PlayStation" (#45, setembro de 1998); e mais tarde dizendo sobre a versão anterior: "Se você está desejando alguma ação de direção com armas para seu N64, este é o título para obter" (#53, maio de 1999). No Japão, onde a versão para PlayStation foi portada e publicada pela Syscom em 12 de novembro de 1998, a Famitsu deu a ela uma pontuação de 28 de 40.
O Major Mike da GamePro disse sobre a versão do PlayStation em sua edição de agosto de 1998, "No geral, Vigilante 8 vale um aluguel de test-drive para fãs do gênero. Se os controles tivessem passado mais tempo na oficina, o V8 poderia ter sido uma máquina de direção de primeira linha, enxuta e cruel." Oito edições depois, Dan Elektro disse que a versão para Nintendo 64 "poderia ter sido uma porta de trabalho de hack do código do PlayStation, mas, em vez disso, o jogo foi refeito e ajustado para sua nova plataforma – e o esforço é visível. Fãs de combate de carros do N64, liguem seus motores!" Michael L. House da AllGame deu à versão para PlayStation quatro estrelas de cinco, dizendo que ela "mais do que compensa as deficiências com a fantástica ação de tiro e arenas bem projetadas. Se é ou não um jogo melhor do que Twisted Metal 2 depende do jogador; se você valoriza o tiro acima de tudo, é. Se você valoriza o estilo como a coisa mais importante, não é. No entanto, Vigilante 8 é muito bom." Mais tarde, Scott Alan Marriott deu à versão para Game Boy Color três estrelas de cinco, chamando-a de "um bom jogo que poderia ter sido muito melhor."
A versão para PlayStation foi indicada como Melhor Jogo para PlayStation no CNET Gamecenter Awards de 1998, que foi para Gran Turismo.

## Sequência e remake
Uma sequência foi produzida, intitulada Vigilante 8: 2nd Offense, lançada para PlayStation, Dreamcast e Nintendo 64 em 1999. Um remake para o Xbox 360, intitulado Vigilante 8 Arcade, foi criado pela Isopod Labs, uma empresa independente formada pelos fundadores da Luxoflux. O jogo apresenta uma versão em alta definição dos jogos anteriores, além de alguns níveis multijogador adicionados, completos com um modo online. Foi lançado no Xbox Live Arcade em 5 de novembro de 2008. a desenvolvedora dos dois jogos Vigilante 8, luxoflux, produziu um jogo muito similar ao vigilante 8 usando a licença Star Wars (e o motor de jogo vigilante 8), intitulado Star Wars: Demolition.

## Ligações Externas
- Vigilante 8 no MobyGames
- Vigilante 8 (Game Boy Color) no MobyGames
- Vigilante 8. no IMDb.